# Philipp Otto
Philipp Otto (* 1973 in Freiberg) ist ein deutscher Theaterschauspieler.

## Leben
Philipp Otto studierte an der Hochschule für Musik und Theater „Felix Mendelssohn Bartholdy“ in Leipzig. Von 1995 bis 2001 war er am Staatsschauspiel Dresden, von 2001 bis 2005 am Staatstheater Stuttgart engagiert, danach am Deutschen Schauspielhaus Hamburg, zunächst als festes Ensemblemitglied und anschließend als Gast. Als freischaffender Schauspieler war er am Societaetstheater Dresden sowie regelmäßig in Produktionen für Film und Fernsehen zu sehen. Mit Beginn der Spielzeit 2013/2014 gehört er zum Ensemble des Schauspiels Chemnitz.
Er komponiert und war Mitglied des mehrfach ausgezeichneten Musiktrios Herbert, Horst und Heinz.
Otto lebt in Dresden.

## Bühnenstücke
- A Clockwork Orange
- Emilia Galotti
- Brand
- Sprechende Männer
- Felix Krull
- 2014: Ray Cooney: Außer Kontrolle (Ronnie Worthington) – Regie: Tilo Krügel (Theater Chemnitz – Schauspielhaus, Große Bühne)
- 2014: Dale Wasserman: Einer flog über das Kuckucksnest (Randle McMurphy) – Regie: Carsten Knödler (Theater Chemnitz – Schauspielhaus, Große Bühne)
- 2015: Henrik Ibsen: Ein Volksfeind (Peter Stockmann) – Regie: Carsten Knödler (Theater Chemnitz – Schauspielhaus, Große Bühne)
- 2015: David Seidler: The King’s Speech – Die Rede des Königs (Lionel Logue) – Regie: Herbert Olschok (Theater Chemnitz – Schauspielhaus, Große Bühne)
- 2017: Alessandro Baricco: Novecento (Hoppes Hoftheater Dresden)

## Hörspiele/Hörfunk-Features
- 2003: Deine Lügen starben nicht – Die Abrechnung des Niklas Frank – Autor: Thomas Gaevert – SWR2 Dschungel 30 Min.[1]
- 2004: In die fremde Heimat – Geschichte und Visionen des Hermann Blumenau – Autor: Thomas Gaevert –  SWR Dschungel, 26 Min.[2]
- 2004: Bettina Wegenast: Wolf sein (Kalle) – Regie: Stefanie Lazai (Kinderhörspiel – SWR)

## Filmografie
- 2008: Stubbe – Von Fall zu Fall: Dritte Liebe
- 2014: Die geliebten Schwestern

## Auszeichnungen
- 1999: Erich-Ponto-Preis[3]
- 2002: Bayerischer Theaterpreis[4]